# 카 워즈 더 카드 게임
카 워즈 더 카드 게임(Car Wars: The Card Game)은 스티브 잭슨 게임스(Steve Jackson Games)의 카 워즈(Car Wars) 미니어처 게임을 카드 게임으로 옮긴 것이다.

## 게임플레이
플레이어들은 자신이 사용하는 차량을 나타내는 카드를 앞에 놓고 서로 대결한다. 각 차례마다 플레이어들은 다른 플레이어의 차량에 피해를 입히기 위해 공격 카드를 사용하고, 다른 플레이어들은 그 피해를 피하기 위해 방어와 조종 카드로 대응한다. 이 게임의 목표는 자신의 차량이 마지막까지 기능을 유지하는 것이다.
스티브 잭슨 게임스는 위그넛 게임스(Wingnut Games)의 배틀 캐틀(Battle Cattle) 미니어처 게임을 바탕으로 한 "Battle Cattle: The Card Game"도 출판한 바 있다. 이 게임의 메카닉은 "Car Wars: The Card Game"과 동일하기 때문에 두 게임을 합쳐서 즐길 수 있다. 일부 플레이어는 소를, 다른 플레이어는 자동차를 조작하는 형태로 게임을 진행할 수 있다.

## 반응
셰넌 애플클린은 2판 게임을 리뷰하면서 "상대방 차를 터뜨리는 재미있는 개념을 기반으로 한다"며 상자 디자인은 매력적이고 호환되는 배틀 캐틀 게임이 있다고 언급했다. 그러나 실제로 룰을 읽고 게임을 시작하면 제품의 매력이 사라진다고 평가했다. 그는 게임이 "매우 높은" 무작위 요소를 가지고 있다고 설명했고, 리뷰를 마무리하면서 "상자 안에 정말 좋은 게임이 있는 건 확신하지만, 그것이 룰북에 설명된 게임은 아니다"라고 말했다.